# Vitesse par équipes masculine aux Jeux olympiques d'été de 2012
Navigation
Pékin 2008 Rio de Janeiro 2016
La vitesse par équipes masculine, épreuve de cyclisme sur piste des Jeux olympiques d'été de 2012, a lieu le 2 août 2012 sur le vélodrome de Londres.
La médaille d'or revient au Royaume-Uni, la médaille d'argent à la France et la médaille de bronze à l'Allemagne.

## Format de la compétition
Les dispositions particulières aux Jeux olympiques sont détaillées dans l'article 3.2.146 du règlement de l'UCI.
Dix équipes de trois coureurs participent à la compétition.
Qualifications
Ce premier tour permet de classer les équipes sur la base du temps réalisé, les huit premières étant qualifiées pour le premier tour.
Premier tour
Les équipes qualifiées sont opposées en fonction de leur temps de qualification.
Finale
Les deux vainqueurs les plus rapides du premier tour (le temps pris en compte étant celui du premier tour et non des qualifications) se rencontrent en finale.
Petite finale
Les deux autres vainqueurs se rencontrent pour la médaille de bronze.
Classement final
Les équipes éliminées au premier tour sont classées de la 5e à la 8e place en fonction de leur temps réalisé lors de ce tour.

## Programme
Tous les temps correspondent à l'UTC+1
| Date              | Horaire | Manche                    |
| ----------------- | ------- | ------------------------- |
| Jeudi 2 août 2012 | 16 h 15 | Qualifications et finales |

## Résultats

### Qualifications
Les dix équipes de trois coureurs participent à un tour de qualifications. Les huit équipes avec les meilleurs temps se qualifient pour la suite de la compétition alors que les deux autres reçoivent un rang final basé sur le temps obtenu.
Philip Hindes, démarreur de l'équipe britannique, est victime d'un incident mécanique au tout début de sa course. Cette équipe se voit accorder un nouveau départ. Il déclare peu après dans la soirée avoir fait exprès de tomber pour pouvoir bénéficier d'un nouveau départ,.
| Rang | Pays             | Cyclistes                                          | Temps        | Notes |
| ---- | ---------------- | -------------------------------------------------- | ------------ | ----- |
| 1    | Grande-Bretagne  | Philip Hindes Chris Hoy Jason Kenny                | 43 s 065, RO | Q     |
| 2    | France           | Grégory Baugé Michaël D'Almeida Kévin Sireau       | 43 s 097     | Q     |
| 3    | Australie        | Matthew Glaetzer Shane Perkins Scott Sunderland    | 43 s 377     | Q     |
| 4    | Russie           | Sergei Borisov Denis Dmitriev Sergey Kocherov      | 43 s 681     | Q     |
| 5    | Allemagne        | René Enders Maximilian Levy Robert Förstemann      | 43 s 710     | Q     |
| 6    | Chine            | Cheng Changsong Zhang Lei Zhang Miao               | 43 s 751     | Q     |
| 7    | Nouvelle-Zélande | Edward Dawkins Ethan Mitchell Simon van Velthooven | 44 s 175     | Q     |
| 8    | Japon            | Seiichiro Nakagawa Yudai Nitta Kazunari Watanabe   | 44 s 324     | Q     |
| 9    | Venezuela        | Hersony Canelón César Marcano Ángel Pulgar         | 44 s 654     |       |
| 10   | Pologne          | Maciej Bielecki Damian Zieliński Kamil Kuczyński   | 44 s 712     |       |

### Premier tour
Les huit équipes s'affrontent en fonction des temps réalisés en qualification. Les deux vainqueurs les plus rapides accèdent à la finale, les deux autres vainqueurs se qualifient pour la petite finale pour la troisième place et les battus reçoivent un rang final selon les temps obtenus pendant ce tour.
| Série | Pays             | Temps    | Rang | Notes |
| ----- | ---------------- | -------- | ---- | ----- |
| 1     | Allemagne        | 43 s 178 | 3    |       |
| 1     | Russie           | 43 s 909 | 7    |       |
| 2     | Australie        | 43 s 261 | 4    |       |
| 2     | Chine            | 43 s 505 | 6    |       |
| 3     | France           | 42 s 991 | 2    | RO    |
| 3     | Nouvelle-Zélande | 43 s 495 | 5    |       |
| 4     | Grande-Bretagne  | 42 s 747 | 1    | RM    |
| 4     | Japon            | 43 s 964 | 8    |       |

### Finales
| Matchs | Pays            | Temps         | Rang |
| ------ | --------------- | ------------- | ---- |
| Or     | Grande-Bretagne | 42 s 600 (RM) | 1    |
| Or     | France          | 43 s 013      | 2    |
| Bronze | Allemagne       | 43 s 209      | 3    |
| Bronze | Australie       | 43 s 355      | 4    |

## Classement final complet
| Rang | Pays             | Cyclistes                                          |
| ---- | ---------------- | -------------------------------------------------- |
| 1    | Grande-Bretagne  | Philip Hindes Chris Hoy Jason Kenny                |
| 2    | France           | Grégory Baugé Michaël D'Almeida Kévin Sireau       |
| 3    | Allemagne        | René Enders Maximilian Levy Robert Förstemann      |
| 4    | Australie        | Matthew Glaetzer Shane Perkins Scott Sunderland    |
| 5    | Nouvelle-Zélande | Edward Dawkins Ethan Mitchell Simon van Velthooven |
| 6    | Chine            | Cheng Changsong Zhang Lei Zhang Miao               |
| 7    | Russie           | Sergei Borisov Denis Dmitriev Sergey Kocherov      |
| 8    | Japon            | Seiichiro Nakagawa Yudai Nitta Kazunari Watanabe   |
| 9    | Venezuela        | Hersony Canelón César Marcano Ángel Pulgar         |
| 10   | Pologne          | Maciej Bielecki Damian Zieliński Kamil Kuczyński   |